# Dumbría
Dumbría – gmina w Hiszpanii, w prowincji A Coruña, w Galicji, o powierzchni 125,19 km². W 2011 roku gmina liczyła 3291 mieszkańców. Miasto jest ważnym miejscem przystankowym dla pielgrzymów zmierzających z Santiago de Compostela do Muxíi.